# キリシ地区

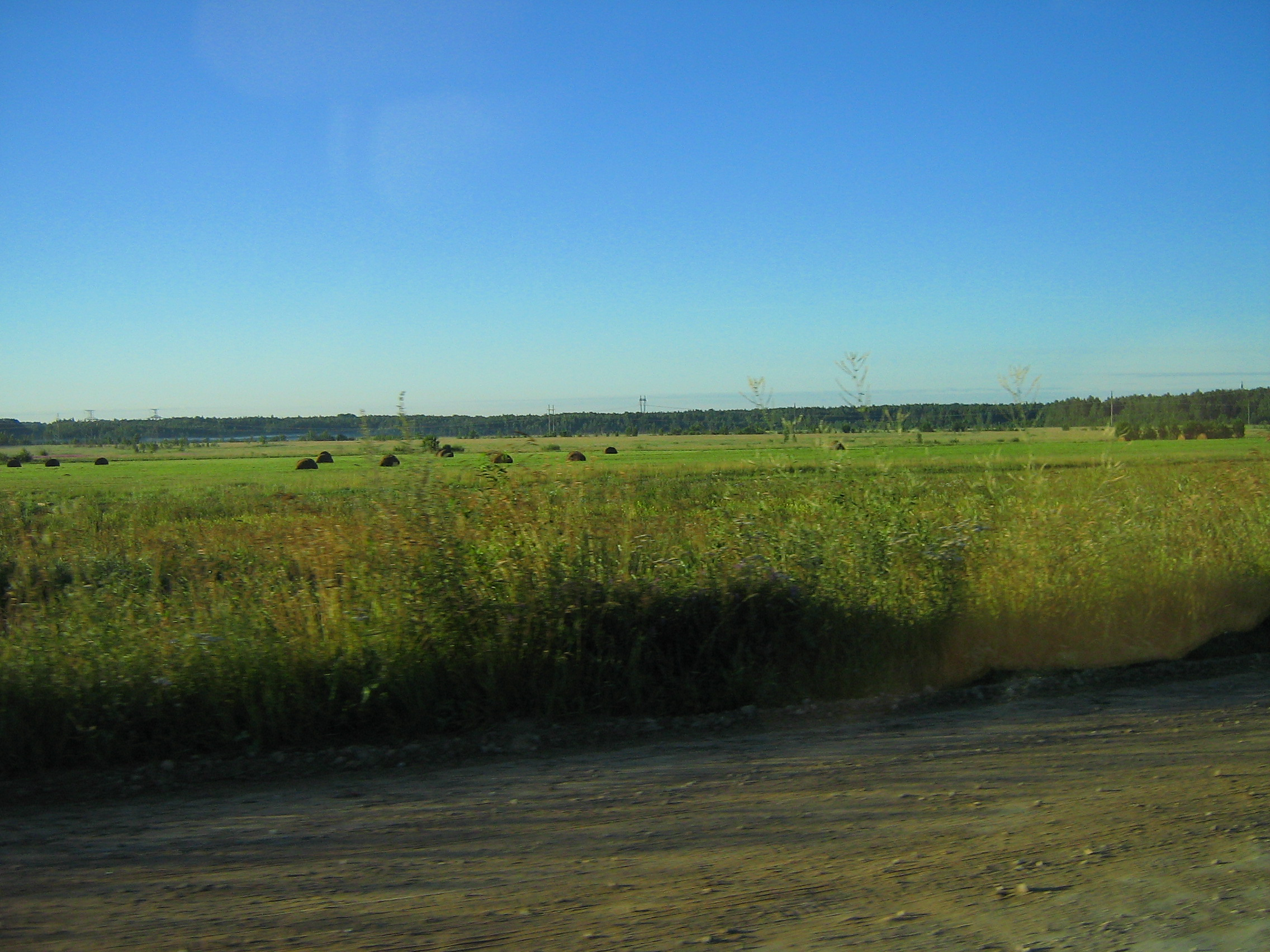
キリシ地区の耕作地

キリシ地区（ロシア語: Киришский район）は、ロシア連邦レニングラード州を構成する17の地区の一つ。面積は3,019.3 km2。地区の中心地はキリシ。人口は11,455人（2010年）。

## 行政区画
- 町 (地区の管轄下):
  - キリシ (Кириши)
- 都市型集落 (地区の管轄下):
  - ブドゴシュ (Будогощь)

その他、地区の管轄下に6の農村（volosts）。